# Kudupakunte, Sidlaghatta
Kudupakunte là một làng thuộc tehsil Sidlaghatta, huyện Chikkaballapur, bang Karnataka, Ấn Độ.